# Periodo tardo dell'Egitto
Con Periodo tardo dell'Egitto si intende il periodo della storia egizia che comprende le dinastie che vanno dalla XXVI alla XXXI coprendo un arco di tempo dal 672 a.C. al 332 a.C. e susseguendosi quindi al Terzo periodo intermedio.
Si tratta di un periodo in cui l’Egitto perde la sua autonomia a causa del susseguirsi di occupazioni del territorio da parte di diverse popolazioni straniere. 

## XXVI dinastia[2]
Per la lista dei sovrani di questa dinastia vedi XXVI dinastia egizia
Nel 671 a.C. gli Assiri invasero l'Egitto sotto la guida di Esarhaddon. Nel 669 a.C. Taharqa ripiega verso il Sud portando Esarhaddon ad intervenire e perire nella battaglia che viene così interrotta. La guerra viene ripresa da Assurbanipal e porta alla fuga del faraone a Tebe. Gli Assiri ricevono l'omaggio dell'Alto Egitto ed in seguito al loro abbandono del territorio egizio, i sovrani del Delta stabiliscono contatti con Taharqa. Assurbanipal viene informato del complotto e così fa catturare, giustiziare e deportare i congiurati a Ninive. L'Egitto si trova per la prima volta sotto un'occupazione straniera che si differenzia da quella precedente dei sovrani nubiani e quella anteriore libica, entrambe partecipi dello stesso orizzonte culturale.
Necao I, sovrano di Sais, viene graziato da Assurbanipal e affermato come re di Sais; suo figlio Psammetico viene fatto signore di Atribi.

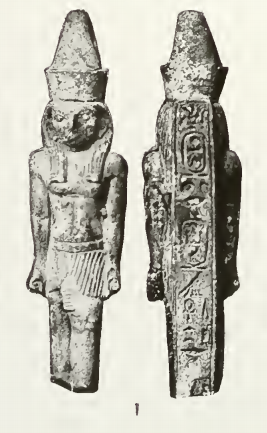
Piccola statua raffigurante Horus con i cartigli di Necho I

Un tentativo di riconquista dell'Egitto da parte di Tanutamani porta alla morte di Necho e alla repressione di Assurbanipal che invia una sua armata contro l'Egitto (664 a.C.) riprendendo Menfi e portando al saccheggio di Tebe.
Alla morte di Necao I, suo figlio Psammetico I viene riconosciuto dagli Assiri come l'unico re d'Egitto. Egli assume l'amministrazione del paese e, tramite alcune alleanze, riesce ad impadronirsi della Tebaide garantendosi la nomea di riunificatore del paese. Grazie a Psammetico si sviluppa l'immigrazione di popolazione greca che incentiva lo scambio di merci e di informazione storiche tra i due popoli. Questo processo viene però tenuto sotto controllo grazie alla campagna nazionalista del faraone. La presenza nel territorio egizio di questi stranieri diventa un elemento fondamentale per lo sviluppo storico del paese: da un lato, grazie alle testimonianze greche, gli avvenimenti egiziani sono collegati ai casi della Grecia; dall'altro porta alla nascita dell'impostazione monetaria necessaria per pagare i mercenari greci.
Nel 653 Psammetico I scaccia le guarnigioni assire segnando l'effettiva riunificazione dell'Egitto.
Necao II succede al padre nel 610 e viene ricordato per la flotta da lui costruita, capace di circumnavigare l'Africa. Tenta di conquistare la Palestina riuscendo a conservare il controllo della Siria contesa con i Babilonesi.
Dopo che Nabucodonosor II si impadronisce di Gerusalemme, il nuovo faraone Psammetico II incoraggia la popolazione alla ribellione con conseguenze disastrose per il regno di Giuda.
Ad affrontare i problemi generati dalla rivolta di Sedecia tocca al figlio di Psammetico II, Apries. L'esercito egizio, al contrario della flotta, non riesce a riscuotere buoni successi e il tentativo di soccorrere Sedecias termina con la caduta di Gerusalemme (587 a.C.). Questa sconfitta porta al formarsi di sommosse e guerre civili egiziane; il generale Amasis viene proclamato re e, appoggiato dalle forze nazionaliste del paese, ingaggia uno scontro vittorioso con Apries, affiancato da soli mercenari.
Detentore del trono, Amasis si dedica all'integrazione dei popoli stranieri e soprattutto greci cercando di accrescere le proprie alleanze in vista della ricostruzione ad opera dei Persiani di un potente impero. Il faraone arriva addirittura a promuovere l'istituzione di una polis greca entro i confini dell'Egitto. Verso il 568 a.C. Nabucodonosor invade l'Egitto. Tuttavia gli eserciti di Amasis sconfiggono i Babilonesi (sebbene l'autore non abbia elaborato i particolari e non ci siano noti resoconti dettagliati di questa invasione, Erodoto riporta che questo faraone ebbe un regno lungo e fiorente).
Nel 526 a.C. muore Amasis, Cambise II marcia con il suo esercito sull'Egitto annientandone i tentativi di difesa grazie anche a stratagemmi legati alle credenze egizie e alla mal riposta fiducia dei faraoni nei confronti dei mercenari greci, costringendo Psammetico III a ritirarsi a Menfi.

## XXVII dinastia[21]
Per la lista dei sovrani di questa dinastia vedi XXVII dinastia egizia

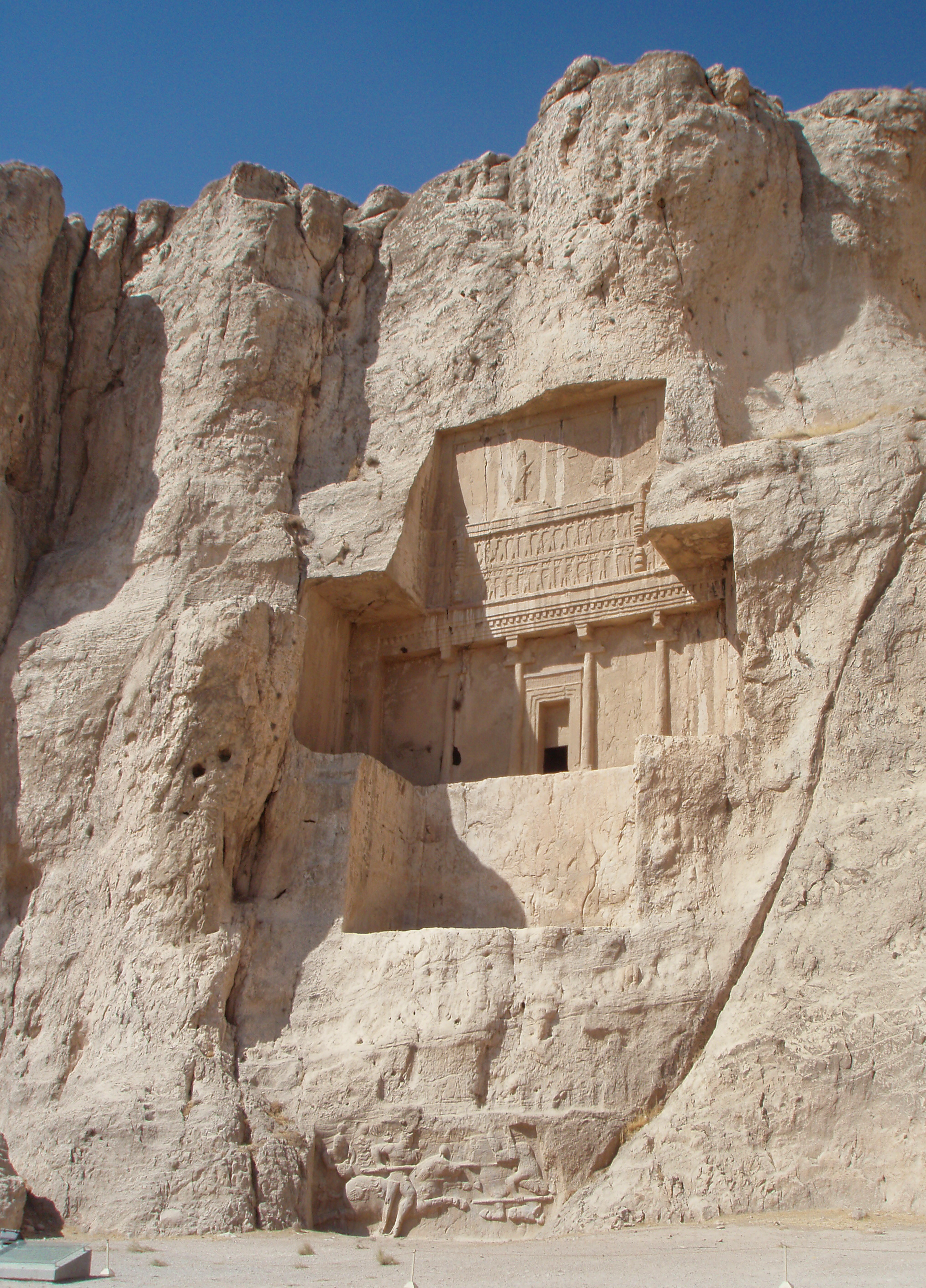
Tomba di Artaserse I

Con la disfatta di Psammetico III l'Egitto perde gran parte dei suoi alleati. Cambise II trova appoggi militari e viene ben accolto nel paese adottando una titolatura completa. Nel 522 a.C., al ritorno di Cambise II in Asia, l'Egitto viene affidato al satrapo Ariande, in seguito sospettato d'infedeltà e condannato a morte da Dario I.
A causa della sconfitta dell'esercito persiano da parte dei Greci (battaglia di Maratona), Dario concentra le sue attenzioni su altri fronti e la popolazione egiziana ne approfitta per ribellarsi. Serse I succede al trono d'Egitto e stronca la rivolta ma dopo la sua disfatta a Salamina contro l'esercito greco, una nuova sommossa coinvolge il territorio egiziano.
Inaro, figlio di Psammetico, insorge costringendo Artaserse a dover fronteggiare una rivolta. Affiancate dai greci, le truppe di Inaro si impadroniscono di tutto il Basso Egitto ma trovano una battuta di arresto a Menfi.
Nel 424 a.C. ad Artaserse succede Dario II che si trova a fronteggiare i tentativi dei greci di far insorgere le popolazioni egiziane contro gli invasori persiani.

## XXVIII dinastia
Per la lista dei sovrani di questa dinastia vedi XXVIII dinastia egizia
Amirteo si ribella nel 404 a.C. e alla morte di Dario II si fa incoronare faraone. Non si conosce il motivo della fine del regno di Amitreo e quindi la fine della XXVIII dinastia ma si pensa che Amirteos offese in qualche modo i dettami della legge, per cui al figlio fu negata la successione.

## XXIX dinastia[27]
Per la lista dei sovrani di questa dinastia vedi XXIX dinastia egizia
La XXIX dinastia inizia con la proclamazione a faraone di Neferite I nel 399 a.C. e si caratterizza per il tentativo dei faraoni di mantenere una certa indipendenza dalla Persia. Per far ciò l'Egitto si allea con Sparta mettendo a sua disposizione l’esercito e la flotta egiziana.
Alla morte di Neferite il potere viene conteso da due fazioni. Hakor sale al trono e si trova a fronteggiare un tentativo di conquista da parte dell'esercito persiano in tregua con Sparta. Il faraone trova un alleato in Evagora I, re di Cipro, e ferma l'avanzata persiana che sposta così le sue attenzioni su Salamina. Evagora chiede aiuto ad Hakor che però giudica persa la causa dell'alleato ed è quindi costretto a chiedere una pace.

## XXX dinastia
Per la lista dei sovrani di questa dinastia vedi XXX dinastia egizia

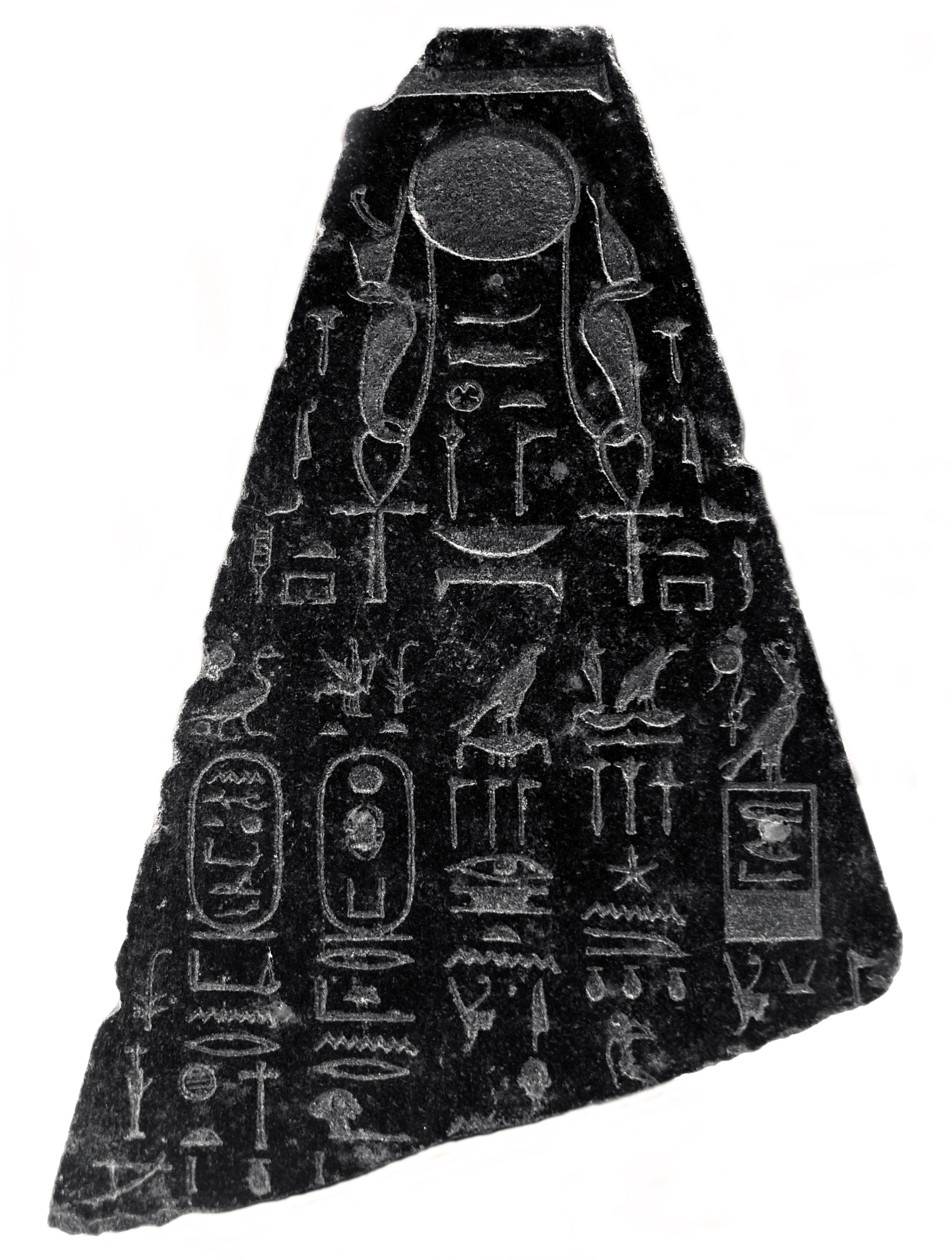
La titolatura completa del re Nectanebo su pilastro dorsale

Il figlio di Hakor, Neferite II, dopo aver sostituito il padre viene detronizzato da Nectanebo I che dà il via alla XXX dinastia.
I persiani erano ormai sul punto di conquistare l'Egitto e nel 373 a.C. le loro forze si uniscono a quelle greche per dare il via ad un'avanzata. L'esercito si spinge fino a Menfi dove a causa delle diffidenze tra le truppe alleate, l'esercito del faraone riesce a riorganizzarsi e a sconfiggere gli invasori.
Dal 365 a.C. il trono dell'Egitto passa a Teos che, dopo aver imposto pesanti provvedimenti fiscali, cerca di conquistare la Siria-Palestina grazie allo sfruttamento di mercenari greci. Il malcontento scaturito dall'aumento delle imposte incoraggia un colpo di Stato che porta Nectanebo II al trono e l'interruzione del tentativo di conquista.
L'Egitto torna ad essere il bersaglio dell'espansione persiana. L'avanzata costringe il faraone a ritirarsi a Menfi ed in seguito a fuggire al Sud. Si instaura così un'egemonia persiana guidata da Artaserse III.

## XXXI dinastia
Per la lista dei sovrani di questa dinastia vedi XXXI dinastia egizia
La XXXI dinastia corrisponde alla seconda dominazione persiana